# 푼샬
푼샬(포르투갈어: Funchal, 국제 음성 기호 [fũ'ʃaɫ])은 포르투갈 마데이라 제도의 중심도시이다. 2011년 인구는 11만1,892명으로 마데이라 제도 전체인구(26만7,785명)의 42%를 차지한다.
푼샬은 5백년 이상 마데이라 주의 주도(州都)였다. 지역에 소회향(포르투갈어로 'funch'라 부른다)이 많이 자라서 ‘푼샬(Funchal)’이란 이름이 붙여졌다고 한다.

## 지리
푼샬의 지형은 남쪽 해안에서부터 삼면으로 완만하게 언덕을 이루며 최고 해발 1200m에 이르는 산줄기가 도시를 마치 "원형극장"처럼 둘러싸고 있는 독특한 모양으로, 초기 정착민들이 정착하기 좋은 곳이었다.
산타 크루즈, 마데이라 공항, 리베이라 브라바와 이어지는 고속도로가 뚫려 있다.

## 기후
| Funchal, capital of Madeira의 기후        | Funchal, capital of Madeira의 기후 | Funchal, capital of Madeira의 기후 | Funchal, capital of Madeira의 기후 | Funchal, capital of Madeira의 기후 | Funchal, capital of Madeira의 기후 | Funchal, capital of Madeira의 기후 | Funchal, capital of Madeira의 기후 | Funchal, capital of Madeira의 기후 | Funchal, capital of Madeira의 기후 | Funchal, capital of Madeira의 기후 | Funchal, capital of Madeira의 기후 | Funchal, capital of Madeira의 기후 | Funchal, capital of Madeira의 기후 |
| 월                                        | 1월                                | 2월                                | 3월                                | 4월                                | 5월                                | 6월                                | 7월                                | 8월                                | 9월                                | 10월                               | 11월                               | 12월                               | 연간                               |
| ----------------------------------------- | ---------------------------------- | ---------------------------------- | ---------------------------------- | ---------------------------------- | ---------------------------------- | ---------------------------------- | ---------------------------------- | ---------------------------------- | ---------------------------------- | ---------------------------------- | ---------------------------------- | ---------------------------------- | ---------------------------------- |
| 역대 최고 기온 °C (°F)                    | 25.5 (77.9)                        | 27.0 (80.6)                        | 30.5 (86.9)                        | 32.6 (90.7)                        | 34.2 (93.6)                        | 34.7 (94.5)                        | 37.7 (99.9)                        | 38.5 (101.3)                       | 38.4 (101.1)                       | 34.1 (93.4)                        | 29.5 (85.1)                        | 25.9 (78.6)                        | 38.5 (101.3)                       |
| 일평균 최고 기온 °C (°F)                  | 19.7 (67.5)                        | 19.7 (67.5)                        | 20.4 (68.7)                        | 20.6 (69.1)                        | 21.6 (70.9)                        | 23.4 (74.1)                        | 25.1 (77.2)                        | 26.4 (79.5)                        | 26.4 (79.5)                        | 24.9 (76.8)                        | 22.6 (72.7)                        | 20.7 (69.3)                        | 22.6 (72.7)                        |
| 일일 평균 기온 °C (°F)                    | 16.7 (62.1)                        | 16.6 (61.9)                        | 17.2 (63.0)                        | 17.5 (63.5)                        | 18.6 (65.5)                        | 20.6 (69.1)                        | 22.2 (72.0)                        | 23.2 (73.8)                        | 23.2 (73.8)                        | 21.8 (71.2)                        | 19.6 (67.3)                        | 17.9 (64.2)                        | 19.6 (67.3)                        |
| 일평균 최저 기온 °C (°F)                  | 13.7 (56.7)                        | 13.4 (56.1)                        | 13.9 (57.0)                        | 14.4 (57.9)                        | 15.6 (60.1)                        | 17.7 (63.9)                        | 19.2 (66.6)                        | 20.0 (68.0)                        | 20.0 (68.0)                        | 18.6 (65.5)                        | 16.6 (61.9)                        | 15.0 (59.0)                        | 16.5 (61.7)                        |
| 역대 최저 기온 °C (°F)                    | 8.2 (46.8)                         | 7.4 (45.3)                         | 8.1 (46.6)                         | 9.8 (49.6)                         | 9.7 (49.5)                         | 13.2 (55.8)                        | 14.6 (58.3)                        | 16.4 (61.5)                        | 16.6 (61.9)                        | 13.4 (56.1)                        | 9.8 (49.6)                         | 9.4 (48.9)                         | 7.4 (45.3)                         |
| 평균 강수량 mm (인치)                     | 74.1 (2.92)                        | 83.0 (3.27)                        | 60.2 (2.37)                        | 44.0 (1.73)                        | 28.9 (1.14)                        | 7.2 (0.28)                         | 1.6 (0.06)                         | 2.0 (0.08)                         | 32.9 (1.30)                        | 89.5 (3.52)                        | 88.8 (3.50)                        | 115.0 (4.53)                       | 627.2 (24.69)                      |
| 평균 강수일수 (≥ 0.1 mm)                  | 12                                 | 10                                 | 9                                  | 8                                  | 6                                  | 3                                  | 1                                  | 2                                  | 6                                  | 9                                  | 10                                 | 13                                 | 87                                 |
| 평균 상대 습도 (%)                        | 71                                 | 70                                 | 68                                 | 68                                 | 70                                 | 73                                 | 73                                 | 72                                 | 71                                 | 71                                 | 70                                 | 70                                 | 71                                 |
| 평균 월간 일조시간                        | 141                                | 150                                | 181                                | 182                                | 202                                | 162                                | 228                                | 240                                | 200                                | 184                                | 155                                | 140                                | 2,165                              |
| 출처 1: Instituto de Meteorologia,        |                                    |                                    |                                    |                                    |                                    |                                    |                                    |                                    |                                    |                                    |                                    |                                    |                                    |
| 출처 2: NOAA (sun and humidity 1961–1990) |                                    |                                    |                                    |                                    |                                    |                                    |                                    |                                    |                                    |                                    |                                    |                                    |                                    |

## 역사
푼샬은 1421년 주앙 곤살베스 자르코에 의해 세워졌으며, 1508년 마누엘 1세에 의해 시로 승격되었다.
16세기 푼샬은 신대륙와 인도 및 동남 아시아로 가는 항로에 있어서 매우 중요한 중간 기점이었다. 당시에는 매우 부유한 지역이었다. 마데이라산 설탕과 마데이라 와인의 주요 수출항이기도 하였다.
푼샬은 푼샬 아일랜드 토너먼트를 1981년에 개최하였다. 브라질 리그의 클럽 데 헤가타스 바스쿠 다 가마와의 친선전이었다.

## 경제

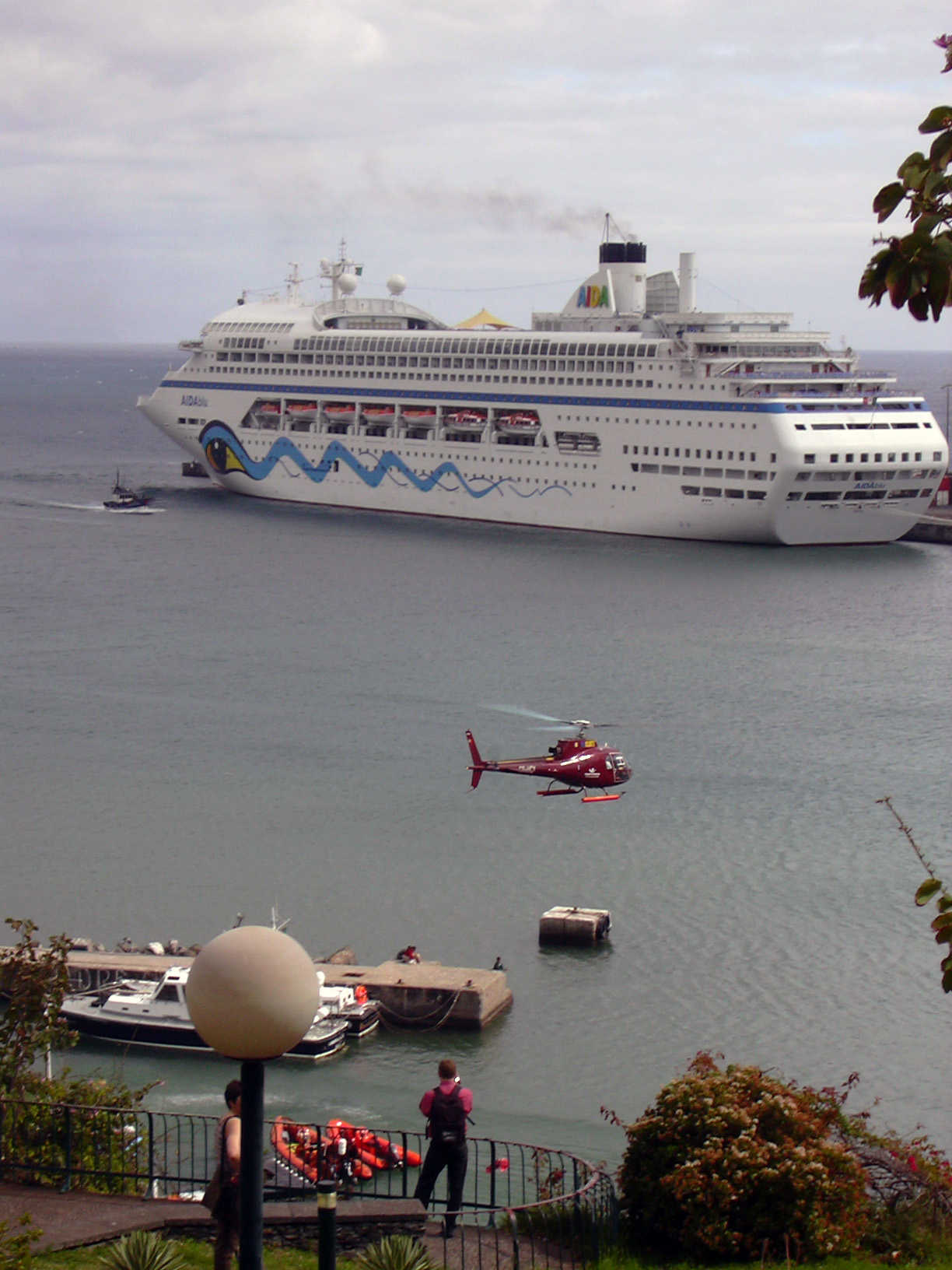
푼샬항에 크루즈 선 한 척이 떠 있다.

푼샬은 마데이라 지역 경제의 중심지이다. 특히 관광업, 무역업, 숙박업이 발달해 있다. 또한 포도, 바나나, 아열대성 과일의 산지이다.
푼샬항은 관광중심지이자, 모로코, 카리브해, 지중해로 가는 유럽의 크루즈선들이 들리는 곳으로 유명하다.

## 푼샬 출신 유명인
- 크리스티아누 호날두, 알 나스르의 축구 선수.
- 주제 빈센테 바르부사 (1823년 5월 2일 ~ 1907년 11월 3일) 동물학자.
- 아르투르 데 소사 핀가, 포르투갈의 전설적인 축구 선수
- 알베르토 주앙 자르딩, 마데이라 주 주지사.
- 아이레스 데 오르넬라스 에 바스쿤셀루스, 인도 고아 주의 전직 대주교
- 카브랄 두 나시멘투, 시인
- 페드로 카마추, 작곡가
- 주앙 페르난데스 비에이라, 군인
- 파티마 루페스, 패션 디자이너
- 엔히크 프랑쿠, 화가
- 빅토르 쿠스타, 작곡가
- 주르게 보르게스, 재즈 피아니스트
- 브루누 산투스, 재즈 기타리스트
- 모이제스 엔히케스, 오스트레일리아 크리켓 선수.

## 갤러리

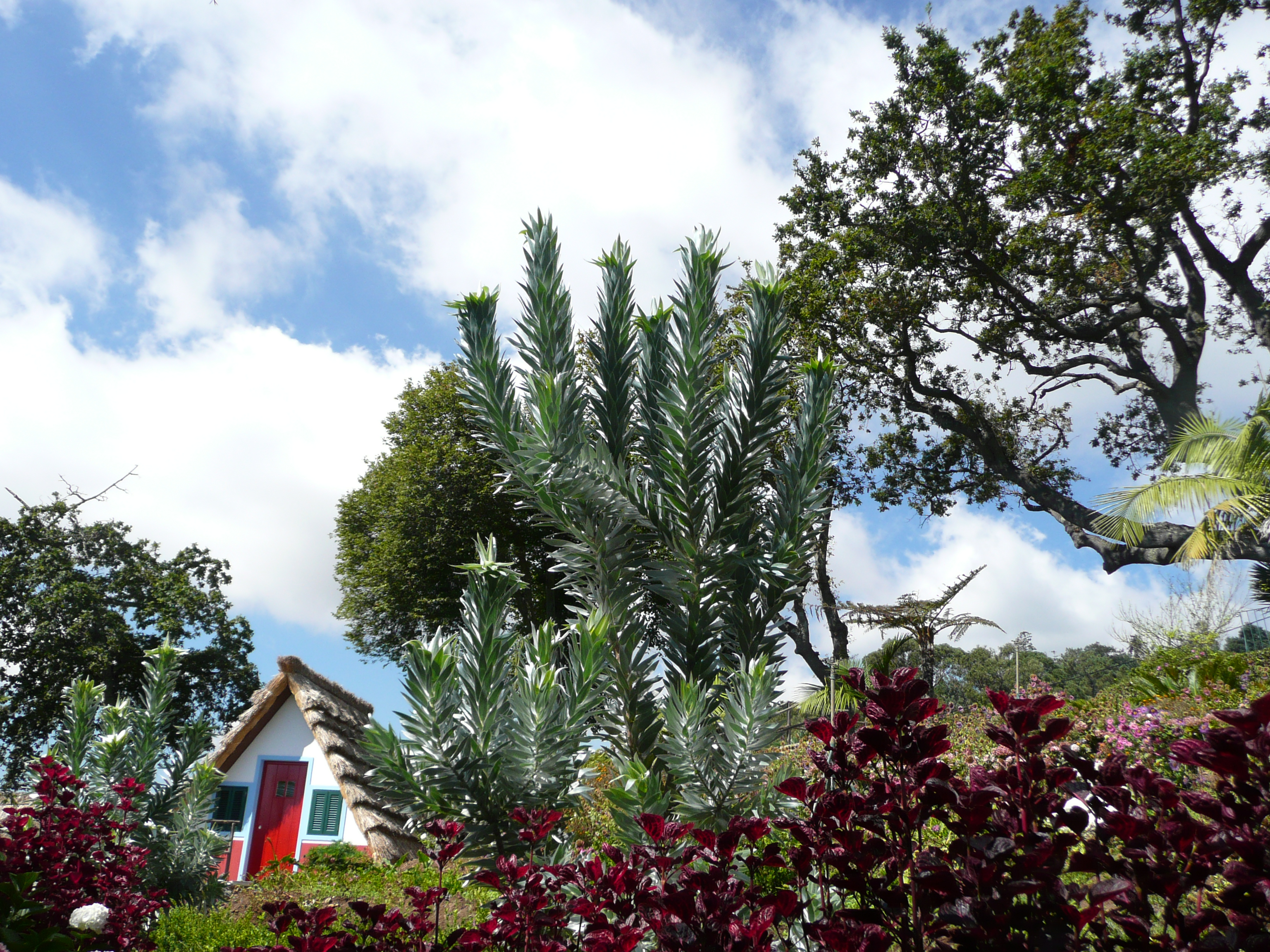
푼샬의 야경
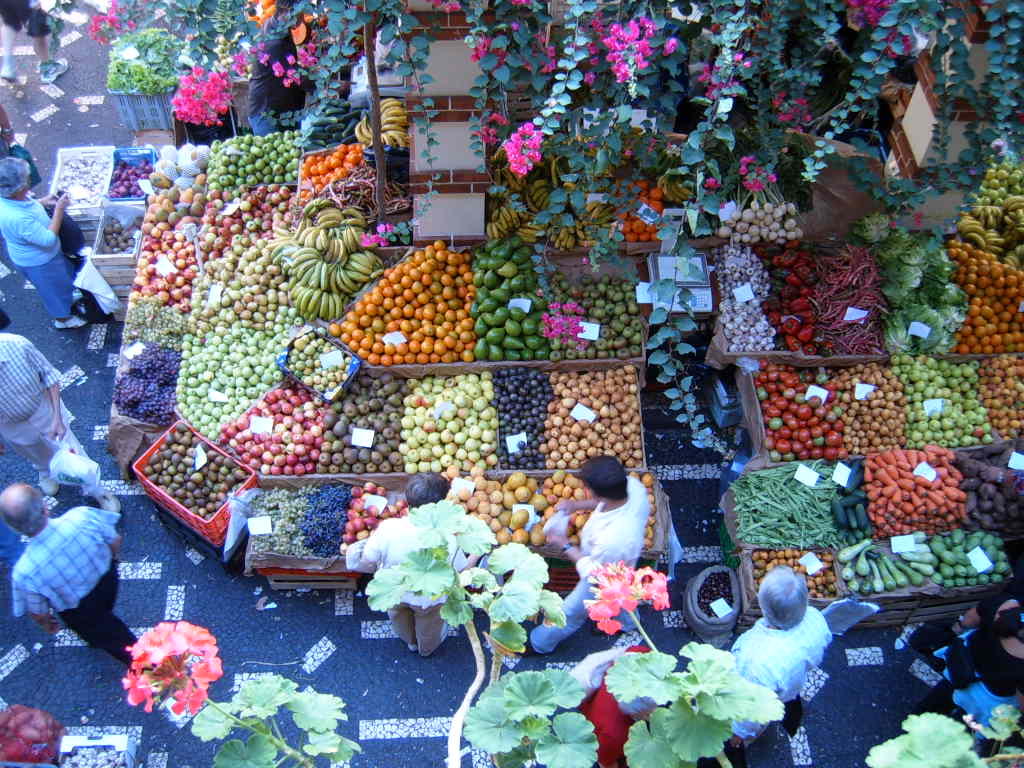
메르카두 두스 라브라두레스
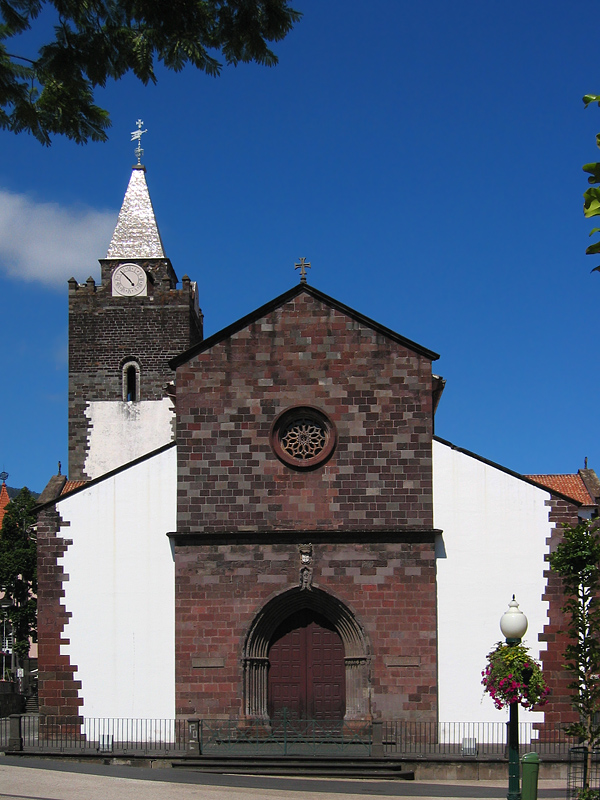
세(포르투갈어: Sé) 대성당
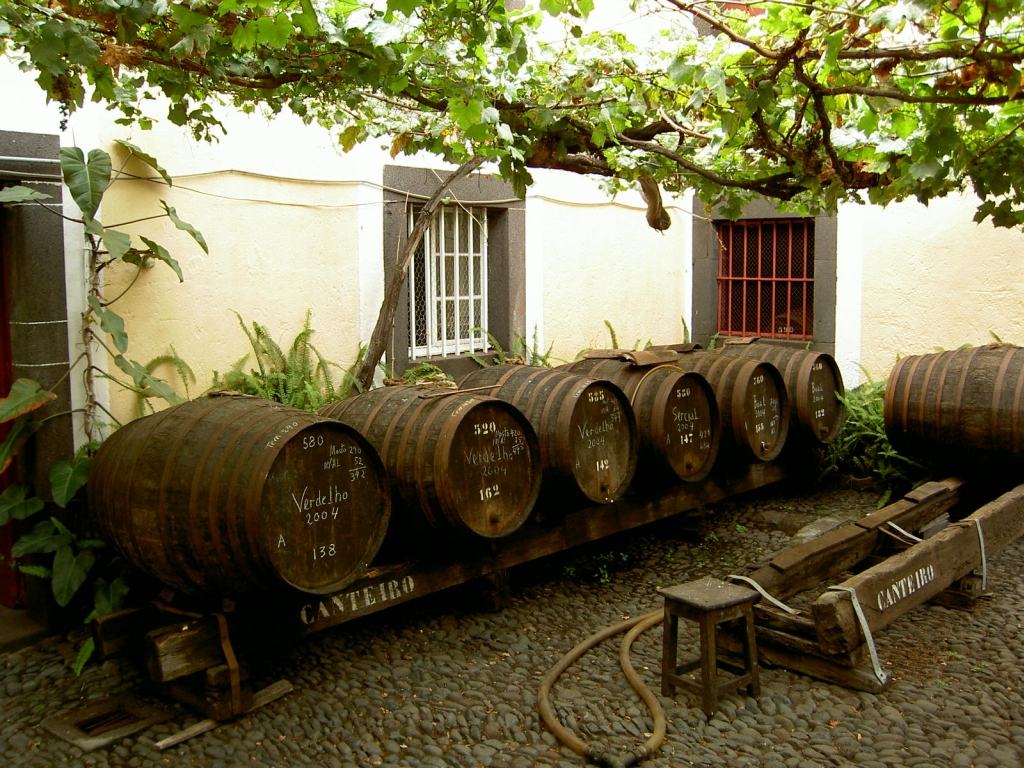
마데이라 와인 로지

## 같이 보기
- 북위 32° 39′ 04″ 서경 16° 54′ 35″ / 북위 32.65111°  서경 16.90972°